# Mặt trận Đoàn kết Dân tộc Khmer
Mặt trận Đoàn kết Dân tộc Khmer (KNUF), còn gọi là Phong trào Giải phóng Hổ và Phong trào Đầu Hổ, là một nhóm khủng bố trong nước có trụ sở tại Campuchia với mục tiêu lật đổ ảnh hưởng của Việt Nam khỏi chính phủ Campuchia bằng bạo lực. KNUF do Sok Ek thành lập và có biệt danh "Hổ" từ biểu tượng của nhóm này có ba đầu hổ. Giống như Chiến binh Tự do Campuchia, KNUF được cho là phụ thuộc vào viện trợ nước ngoài. Nhóm này bị đổ lỗi cho hai vụ đánh bom thất bại nhằm vào chính phủ Campuchia gồm Tượng đài Hữu nghị Việt Nam – Campuchia ngày 29 tháng 7 năm 2007, Bộ Quốc phòng Campuchia và đài truyền hình nhà nước TV3 vào ngày 2 tháng 1 năm 2009.

## Thành viên KNUF và các vụ bắt giữ
KNUF có trụ sở tại tỉnh Mondulkiri của Campuchia và bao gồm từ sáu đến chín tên tội phạm có vũ trang. Bốn thành viên bị cáo buộc gần đây đã bị bắt và đang chờ xét xử:
- Som Ek (còn gọi là Ti To[4]), người sáng lập KNUF và cựu thành viên Mặt trận Giải phóng Dân tộc Nhân dân Khmer. Anh ta mang hai quốc tịch Thái-Campuchia
- Lek Bunnhean
- Phy Savong

Một thành viên khác của KNUF, bị bắt vào giữa năm 2007 và đang thụ án tù tại Nhà tù Prey Sar.
Năm 2012, Mặt trận Giải phóng Quốc gia Khmer được Serey Sam lập ra và chính quyền Campuchia tuyên bố rằng nhóm này có liên quan đến Phong trào Giải phóng Hổ. Tuy nhiên, KNLF không liên quan đến KNUF theo lời tuyên bố của Serey Ngày 23 tháng 10 năm 2014, mười thành viên của KNLF đã bị bắt tại thủ đô Phnôm Pênh do biểu tình ôn hòa trước đại sứ quán Việt Nam. Các nhóm nhân quyền chỉ trích việc bắt giữ là phi lý và những người bị giam giữ có lẽ không thuộc bất kỳ nhóm bán quân sự nào. UNHCR lên án việc sử dụng lực lượng an ninh và nhân viên bảo vệ không chính thức để bắt giam các nhà hoạt động chống chính phủ, người bảo vệ nhân quyền và các loại nhà hoạt động khác.
Ngày 23 tháng 10 năm 2016, KNLF thành lập chính phủ lưu vong ở Đan Mạch hoạt động hòa bình dựa trên luật pháp quốc tế và Hiệp định Hòa bình Paris 1991.
Người sáng lập KNLF thực sự là Sam Serey đã bị bắt vào ngày 26 tháng 4 năm 2018 tại Bangkok vì lý do gia hạn thị thực, Sau đó Serey được trả tự do ngay sau khi có sự can thiệp của Tổ chức Theo dõi Nhân quyền gọi là UNHCR tại Thái Lan và Đại sứ quán Đan Mạch tại Bangkok. Ngày 14 tháng 12 năm 2016, anh trai của anh ấy là Yean Yoeurb đã bị giết trong tù. 

## Công chúng hoài nghi
Thống đốc tỉnh Mondulkiri Lay Sokha và Quân đội Hoàng gia Campuchia tố cáo KNUF và hiện đang truy lùng các thành viên của nó. Mặt khác, tổ chức nhân quyền ADHOC chỉ nghe nói về những tên tội phạm mà không có bất kỳ tài liệu tham khảo nào về "Hổ". Đại diện Campuchia Yim Sovann bác bỏ sự tồn tại của KNUF là "lố bịch" và chỉ là một kỹ thuật hù dọa của chính phủ mà thôi.
Kể từ tháng 12 năm 2018, nhóm đã tìm cách hợp pháp hóa với tư cách là một đảng chính trị bằng cách đăng ký danh sách bầu cử, một động thái được chính phủ hiện tại đón nhận nồng nhiệt và bật đèn xanh cho việc đăng ký của họ. Với sổ đăng ký này, các thành viên thực tế hy vọng rằng nhóm tù nhân KNUF hiện tại sẽ được ân xá hoặc nhận bản án ngắn hơn. Nhưng một số thành viên cấp tiến hơn coi đó là một quá trình phục tùng, rằng nhóm từ bỏ "chiến dịch vũ trang" và chính quyền. Chính phủ từ chối lời yêu cầu của lãnh đạo KNLF là Sam Serey được phép thành lập một đảng chính trị hợp pháp và trở lại Campuchia để tham gia chính trường.